# ペドログアル市

州内での位置

ペドログアル市（ペドログアルし、スペイン語 Municipio Pedro Gual）は、ベネズエラのミランダ州にある市である。パエス郡のクピラ市が1955年に改称した。市庁所在地はクピラ。面積は925km2、2001年調査での人口は1万7,928人。

## 地理
ミランダ州の東の端にあり、市域の北西部がバルロベント平野の東の端にあたる。北はカリブ海、南はインテリオル山地。東と南東ではウチレ川でアンソアテギ州に接する。
- 川 - クピラ川、チュパキレ川、パナポ川、ウチレ川

### 構成する区と中心となる町
- クピラ区 - クピラ
- マチュルクト区 - マチュルクト

### 隣接する市
- アンソアテギ州
- グアリコ州
- ミランダ州 - パエス市